# Équipe du Brésil de football à la Coupe du monde 1998
La Coupe du monde 1998 marque la seizième participation de l'équipe du Brésil dans cette compétition. C'est l'unique nation à avoir participé à toutes les éditions.

## Effectif
Le 1er février 1998, lors du match entre le Celta de Vigo et l'Atlético de Madrid, Juninho Paulista, milieu offensif du club madrilène, est victime d'une fracture du tibia-péroné après un tacle de Míchel Salgado. Régulièrement appelé par le sélectionneur Mário Zagallo depuis 1995 et vainqueur de la Coupe des confédérations en 1997, cette blessure, nécessitant au moins cinq mois de convalescence, semble priver Juninho Paulista du Mondial,. 
Se rétablissant plus vite que prévu,, Juninho Paulista revient sur les terrains le 3 mai à l'occasion du match entre Majorque et l'Atlético de Madrid, soit deux jours avant l'annonce de la liste des 22 par Zagallo. 
Mais le 5 mai, il n'est pas convoqué pour le Mondial : Zagallo, qui ne l'estime pas suffisamment rétablit, lui préfère Giovanni. Parmi les autres joueurs écartés figurent trois champions du monde 1994 : le défenseur Márcio Santos, le milieu offensif Raí et l'attaquant Müller. 
Le 15 mai 1998, Flávio Conceição, milieu de terrain du Deportivo La Corogne, déclare forfait à cause de son genou droit défaillant et est remplacé par Zé Carlos, milieu de terrain du São Paulo FC.
Romário, l'attaquant et capitaine de Flamengo, sacré champion du monde en 1994, déclare forfait pour le Mondial 1998 le 2 juin,. Victime d'une élongation au mollet droit le 7 mai lors d'un match du championnat carioca contre Friburguense, Romário ne participe ensuite à aucun entraînement collectif. Le dimanche 31 mai, à quarante-huit heures de la date limite pour déposer auprès de la FIFA la liste des 22 joueurs retenus, Romario se soumet à un ultime examen médical à la Clinique des Lilas (Seine-Saint-Denis). Le lundi 1er juin, le résultat de l'imagerie par résonance magnétique révèle une déchirure du mollet droit sur sept centimètres. 
Pour remplacer Romário, le sélectionneur Mário Zagallo fait appel au milieu défensif Emerson qui joue au Bayer Leverkusen. Ce choix surprend les observateurs car le Brésil ne compte plus que trois attaquants de métier : Ronaldo, Bebeto et Edmundo. Zagallo explique son choix par la polyvalence de ses milieux offensifs : « Rivaldo, Giovanni ou Denilson peuvent aussi jouer attaquants ».
| Numéro / Nom       | Numéro / Nom     | Club             | Date de naissance et âge*  | J.              | Buts            | Averti          |                 | Carton rouge    |
| Gardiens de but    | Gardiens de but  | Gardiens de but  | Gardiens de but            | Gardiens de but | Gardiens de but | Gardiens de but | Gardiens de but | Gardiens de but |
| ------------------ | ---------------- | ---------------- | -------------------------- | --------------- | --------------- | --------------- | --------------- | --------------- |
| 01                 | Cláudio Taffarel | Atlético Mineiro | 8 mai 1966 (32 ans)        | 7               | -               | -               | -               | -               |
| 12                 | Carlos Germano   | Vasco da Gama    | 14 août 1970 (27 ans)      | -               | -               | -               | -               | -               |
| 22                 | Dida             | Cruzeiro         | 7 octobre 1973 (24 ans)    | -               | -               | -               | -               | -               |
| Défenseurs         |                  |                  |                            |                 |                 |                 |                 |                 |
| 02                 | Cafu             | AS Rome          | 7 juin 1970 (28 ans)       | 6               | -               | 2               | -               | -               |
| 03                 | Aldair           | AS Rome          | 30 novembre 1965 (32 ans)  | 6               | -               | 2               | -               | -               |
| 04                 | Júnior Baiano    | Flamengo         | 14 mars 1970 (28 ans)      | 7               | -               | 2               | -               | -               |
| 06                 | Roberto Carlos   | Real Madrid      | 10 avril 1973 (25 ans)     | 7               | -               | 1               | -               | -               |
| 14                 | Gonçalves        | Botafogo         | 22 juin 1966 (31 ans)      | 2               | -               | -               | -               | -               |
| 15                 | André Cruz       | AC Milan         | 20 septembre 1968 (29 ans) | -               | -               | -               | -               | -               |
| Milieux de terrain |                  |                  |                            |                 |                 |                 |                 |                 |
| 05                 | César Sampaio    | Yokohama Flügels | 31 mars 1968 (30 ans)      | 6               | 3               | 3               | -               | -               |
| 07                 | Giovanni         | FC Barcelone     | 4 février 1972 (26 ans)    | 1               | -               | -               | -               | -               |
| 08                 | Dunga            | Júbilo Iwata     | 31 octobre 1963 (34 ans)   | 7               | -               | -               | -               | -               |
| 10                 | Rivaldo          | FC Barcelone     | 19 avril 1972 (26 ans)     | 7               | 3               | -               | -               | -               |
| 11                 | Emerson          | Bayer Leverkusen | 4 avril 1976 (22 ans)      | 2               | -               | -               | -               | -               |
| 13                 | Zé Carlos        | São Paulo        | 14 novembre 1967 (30 ans)  | 1               | -               | 1               | -               | -               |
| 16                 | Zé Roberto       | Flamengo         | 6 juillet 1974 (23 ans)    | 1               | -               | -               | -               | -               |
| 17                 | Doriva           | FC Porto         | 28 mai 1972 (26 ans)       | 1               | -               | -               | -               | -               |
| 18                 | Leonardo         | AC Milan         | 5 septembre 1969 (28 ans)  | 7               | -               | 1               | -               | -               |
| 19                 | Denílson         | Betis            | 24 août 1977 (20 ans)      | 7               | -               | -               | -               | -               |
| Attaquants         |                  |                  |                            |                 |                 |                 |                 |                 |
| 09                 | Ronaldo          | Inter            | 22 septembre 1976 (21 ans) | 7               | 4               | -               | -               | -               |
| 20                 | Bebeto           | Botafogo         | 16 février 1964 (34 ans)   | 7               | 3               | -               | -               | -               |
| 21                 | Edmundo          | ACF Fiorentina   | 2 avril 1971 (27 ans)      | 2               | -               | -               | -               | -               |
| Sélectionneur      |                  |                  |                            |                 |                 |                 |                 |                 |
|                    | Mário Zagallo    |                  | 9 août 1931 (66 ans)       |                 |                 | -               | -               | -               |

* NB : Les âges sont calculés au début de la Coupe du monde 1998, le 10 juin 1998. Source
En mars 1998, Zico est nommé adjoint de Mário Zagallo au poste de coordinateur technique. Selon Libération, il s'agit d'un « adjoint indésiré » par le sélectionneur. À l'issue de la finale perdue, Zagallo déclare que la « France a été meilleure ». Particulièrement critiqué par la presse brésilienne depuis qu'il a succédé à Carlos Alberto Parreira après le sacre de 1994, il est demis de ses fonctions par la Confédération brésilienne de football (CBF) à partir du 10 août 1998 ; Vanderlei Luxemburgo lui succède.
Enfin, les principaux absents de la sélection sont Romário et Juninho Paulista, tous deux blessés avant le début du tournoi.

## Matchs

### Première phase: Groupe A
|   | Équipe  | Pts | J | G | N | P | Bp | Bc | Diff |
| 1 | Brésil  | 6   | 3 | 2 | 0 | 1 | 6  | 3  | +3   |
| 2 | Norvège | 5   | 3 | 1 | 2 | 0 | 5  | 4  | +1   |
| 3 | Maroc   | 4   | 3 | 1 | 1 | 1 | 5  | 5  | 0    |
| 4 | Écosse  | 1   | 3 | 0 | 1 | 2 | 2  | 6  | -4   |

| 1  | 10 juin 1998 | Brésil | 2 - 1 | Écosse  |
| 2  | 10 juin 1998 | Maroc  | 2 - 2 | Norvège |
| 17 | 16 juin 1998 | Écosse | 1 - 1 | Norvège |
| 18 | 16 juin 1998 | Brésil | 3 - 0 | Maroc   |
| 35 | 23 juin 1998 | Écosse | 0 - 3 | Maroc   |
| 36 | 23 juin 1998 | Brésil | 1 - 2 | Norvège |

#### Brésil - Écosse
| 10 juin 1998                        | Brésil                            | 2 - 1   | Écosse             | Stade de France, Saint-Denis                        |                                                     |
| 17 h 30 · Historique des rencontres | César Sampaio 5e · Boyd 74e (csc) | (1 - 1) | 38e (pen.) Collins | Spectateurs : 80 000 Arbitrage : José García-Aranda | Spectateurs : 80 000 Arbitrage : José García-Aranda |
| 17 h 30 · Historique des rencontres | Rapport                           |         |                    | Spectateurs : 80 000 Arbitrage : José García-Aranda | Spectateurs : 80 000 Arbitrage : José García-Aranda |

#### Brésil - Maroc
| 16 juin 1998                       | Brésil                                  | 3 - 0   | Maroc | Stade de la Beaujoire, Nantes                     |                                                   |
| 21 h 0 · Historique des rencontres | Ronaldo 9e · Rivaldo 45+2e · Bebeto 50e | (2 - 0) |       | Spectateurs : 35 500 Arbitrage : Nikolaï Levnikov | Spectateurs : 35 500 Arbitrage : Nikolaï Levnikov |
| 21 h 0 · Historique des rencontres | Rapport                                 |         |       | Spectateurs : 35 500 Arbitrage : Nikolaï Levnikov | Spectateurs : 35 500 Arbitrage : Nikolaï Levnikov |

#### Brésil - Norvège
| 23 juin 1998                       | Brésil     | 1 - 2   | Norvège                           | Stade Vélodrome, Marseille                           |                                                      |
| 21 h 0 · Historique des rencontres | Bebeto 78e | (0 - 0) | 83e T. A. Flo · 89e (pen.) Rekdal | Spectateurs : 55 000 Arbitrage : Esfandiar Baharmast | Spectateurs : 55 000 Arbitrage : Esfandiar Baharmast |
| 21 h 0 · Historique des rencontres | Rapport    |         |                                   | Spectateurs : 55 000 Arbitrage : Esfandiar Baharmast | Spectateurs : 55 000 Arbitrage : Esfandiar Baharmast |

### Huitième de finale
| 27 juin 1998                       | Brésil                                           | 4 - 1   | Chili     | Parc des Princes, Paris                     |                                             |
| 21 h 0 · Historique des rencontres | César Sampaio 11e 26e · Ronaldo 45+3e (pen.) 72e | (3 - 0) | 70e Salas | Spectateurs : 45 500 Arbitrage : Marc Batta | Spectateurs : 45 500 Arbitrage : Marc Batta |
| 21 h 0 · Historique des rencontres | Rapport                                          |         |           | Spectateurs : 45 500 Arbitrage : Marc Batta | Spectateurs : 45 500 Arbitrage : Marc Batta |

### Quart de finale
| Match 58                                                    | Brésil                                     | 3 - 2   | Danemark                               | Stade de la Beaujoire, Nantes                      |                                                    |
| 3 juillet 1998 · 21 h 0 (UTC+1) · Historique des rencontres | Bebeto 10e · Rivaldo 25e 59e               | (2 - 1) | 2e Jørgensen · 50e B. Laudrup          | Spectateurs : 35 500 Arbitrage : Gamal Al-Ghandour | Spectateurs : 35 500 Arbitrage : Gamal Al-Ghandour |
| 3 juillet 1998 · 21 h 0 (UTC+1) · Historique des rencontres | Roberto Carlos 11e · Aldair 37e · Cafu 81e | Rapport | 19e Helveg · 39e Colding · 72e Tøfting | Spectateurs : 35 500 Arbitrage : Gamal Al-Ghandour | Spectateurs : 35 500 Arbitrage : Gamal Al-Ghandour |

| Brésil | Danemark |

| BRÉSIL :        |    |                  |     |     |
|                 |    |                  |     |     |
| Gardien de but  | 01 | Cláudio Taffarel |     |     |
|                 | 02 | Cafu             | 81e |     |
|                 | 03 | Aldair           | 37e |     |
|                 | 04 | Júnior Baiano    |     |     |
|                 | 06 | Roberto Carlos   | 11e |     |
|                 | 05 | César Sampaio    |     |     |
|                 | 08 | Dunga            |     |     |
|                 | 10 | Rivaldo          |     | 87e |
|                 | 18 | Leonardo         |     | 71e |
|                 | 20 | Bebeto           |     | 64e |
|                 | 09 | Ronaldo          |     |     |
| Remplacements : |    |                  |     |     |
|                 | 19 | Denílson         |     | 64e |
|                 | 11 | Emerson          |     | 71e |
|                 | 16 | Zé Roberto       |     | 87e |
| Sélectionneur : |    |                  |     |     |
| Mário Zagallo   |    |                  |     |     |

| DANEMARK :      |    |                    |     |        |
|                 |    |                    |     |        |
| Gardien de but  | 01 | Peter Schmeichel   |     |        |
|                 | 12 | Søren Colding      | 39e |        |
|                 | 03 | Marc Rieper        |     |        |
|                 | 04 | Jes Høgh           |     |        |
|                 | 05 | Jan Heintze        |     |        |
|                 | 06 | Thomas Helveg      | 19e | 87e    |
|                 | 07 | Allan Nielsen      |     | 46e MT |
|                 | 21 | Martin Jørgensen   |     |        |
|                 | 10 | Michael Laudrup    |     |        |
|                 | 11 | Brian Laudrup      |     |        |
|                 | 18 | Peter Møller       |     | 66e    |
| Remplaçants :   |    |                    |     |        |
|                 | 15 | Stig Tøfting       | 72e | 46e MT |
|                 | 19 | Ebbe Sand          |     | 66e    |
|                 | 02 | Michael Schjønberg |     | 87e    |
| Sélectionneur : |    |                    |     |        |
| Bo Johansson    |    |                    |     |        |

### Demi-finale
| Match 61                                                    | Brésil                              | 1 - 1 a. p.           | Pays-Bas                                                       | Stade Vélodrome, Marseille                   |                                              |
| 7 juillet 1998 · 21 h 0 (UTC+1) · Historique des rencontres | Ronaldo 46e                         | (0 - 0, 1 - 1, 1 - 1) | 87e Kluivert                                                   | Spectateurs : 54 000 Arbitrage : Ali Bujsaim | Spectateurs : 54 000 Arbitrage : Ali Bujsaim |
| 7 juillet 1998 · 21 h 0 (UTC+1) · Historique des rencontres | Zé Carlos 31e · César Sampaio 45e   | Rapport               | 48e Reiziger · 60e Davids · 90e Van Hooijdonk · 119e Seedorf · | Spectateurs : 54 000 Arbitrage : Ali Bujsaim | Spectateurs : 54 000 Arbitrage : Ali Bujsaim |
| 7 juillet 1998 · 21 h 0 (UTC+1) · Historique des rencontres | Ronaldo · Rivaldo · Emerson · Dunga | Tirs au but 4 - 2     | F. de Boer · Bergkamp · Cocu · R. de Boer                      | Spectateurs : 54 000 Arbitrage : Ali Bujsaim | Spectateurs : 54 000 Arbitrage : Ali Bujsaim |

| Brésil | Pays-Bas |

| BRÉSIL :        |    |                  |     |     |
|                 |    |                  |     |     |
| Gardien de but  | 01 | Cláudio Taffarel |     |     |
|                 | 13 | Zé Carlos        | 31e |     |
|                 | 03 | Aldair           |     |     |
|                 | 04 | Júnior Baiano    |     |     |
|                 | 06 | Roberto Carlos   |     |     |
|                 | 05 | César Sampaio    | 45e |     |
|                 | 08 | Dunga            |     |     |
|                 | 10 | Rivaldo          |     |     |
|                 | 18 | Leonardo         |     | 85e |
|                 | 20 | Bebeto           |     | 70e |
|                 | 09 | Ronaldo          |     |     |
| Remplacements : |    |                  |     |     |
|                 | 19 | Denílson         |     | 70e |
|                 | 11 | Emerson          |     | 85e |
| Sélectionneur : |    |                  |     |     |
| Mário Zagallo   |    |                  |     |     |

| PAYS-BAS :      |    |                      |      |      |
|                 |    |                      |      |      |
| Gardien de but  | 01 | Edwin van der Sar    |      |      |
|                 | 02 | Michael Reiziger     | 48e  | 56e  |
|                 | 03 | Jaap Stam            |      |      |
|                 | 04 | Frank de Boer        |      |      |
|                 | 11 | Phillip Cocu         |      |      |
|                 | 06 | Wim Jonk             |      | 111e |
|                 | 16 | Edgar Davids         | 60e  |      |
|                 | 07 | Ronald de Boer       |      |      |
|                 | 12 | Boudewijn Zenden     |      | 75e  |
|                 | 08 | Dennis Bergkamp      |      |      |
|                 | 09 | Patrick Kluivert     |      |      |
| Remplaçants :   |    |                      |      |      |
|                 | 20 | Aron Winter          |      | 56e  |
|                 | 17 | Pierre van Hooijdonk | 90e  | 75e  |
|                 | 10 | Clarence Seedorf     | 119e | 111e |
| Sélectionneur : |    |                      |      |      |
| Guus Hiddink    |    |                      |      |      |

### Finale
| Finale                                                | Brésil            | 0 - 3   | France                                                                    | Stade de France, Saint-Denis                  |                                               |
| 12 juillet 1998 · 21 h 00 · Historique des rencontres |                   | (0 - 2) | · 27e Zidane (Petit ) · 45+1e Zidane (Djorkaeff ) · 90+3e Petit (Vieira ) | Spectateurs : 80 000 Arbitrage : Saïd Belqola | Spectateurs : 80 000 Arbitrage : Saïd Belqola |
| 12 juillet 1998 · 21 h 00 · Historique des rencontres | Júnior Baiano 33e | Rapport | 39e Deschamps · 47e, 68e Desailly · 55e Karembeu                          | Spectateurs : 80 000 Arbitrage : Saïd Belqola | Spectateurs : 80 000 Arbitrage : Saïd Belqola |

| Brésil | France |

| BRÉSIL :        |    |                  |  |     |        |
|                 |    |                  |  |     |        |
| Gardien de but  | 01 | Cláudio Taffarel |  |     |        |
|                 | 02 | Cafu             |  |     |        |
|                 | 03 | Aldair           |  |     |        |
|                 | 04 | Júnior Baiano    |  | 33e |        |
|                 | 06 | Roberto Carlos   |  |     |        |
|                 | 05 | César Sampaio    |  |     | 73e    |
|                 | 08 | Dunga            |  |     |        |
|                 | 10 | Rivaldo          |  |     |        |
|                 | 18 | Leonardo         |  |     | 46e MT |
|                 | 20 | Bebeto           |  |     |        |
|                 | 09 | Ronaldo          |  |     |        |
| Remplacements : |    |                  |  |     |        |
|                 | 19 | Denílson         |  |     | 46e MT |
|                 | 21 | Edmundo          |  |     | 73e    |
| Sélectionneur : |    |                  |  |     |        |
| Mário Zagallo   |    |                  |  |     |        |

| FRANCE :        |    |                    |          |     |
|                 |    |                    |          |     |
| Gardien de but  | 16 | Fabien Barthez     |          |     |
|                 | 15 | Lilian Thuram      |          |     |
|                 | 08 | Marcel Desailly    | 48e, 68e |     |
|                 | 18 | Frank Lebœuf       |          |     |
|                 | 03 | Bixente Lizarazu   |          |     |
|                 | 07 | Didier Deschamps   | 39e      |     |
|                 | 19 | Christian Karembeu | 56e      | 57e |
|                 | 17 | Emmanuel Petit     |          |     |
|                 | 10 | Zinédine Zidane    |          |     |
|                 | 06 | Youri Djorkaeff    |          | 74e |
|                 | 09 | Stéphane Guivarc'h |          | 66e |
| Remplacements : |    |                    |          |     |
|                 | 14 | Alain Boghossian   |          | 57e |
|                 | 21 | Christophe Dugarry |          | 66e |
|                 | 04 | Patrick Vieira     |          | 74e |
| Sélectionneur : |    |                    |          |     |
| Aimé Jacquet    |    |                    |          |     |

| Assistants : Mark Warren Achmat Salie Quatrième arbitre : Rahman Al-Zaid |